# Divisió de Bidar
La divisió de Bidar fou una antiga entitat administrativa d'Hyderabad, que formava el centre de l'estat. La seva població el 1901 era 2.745.979 habitants amb una superfície de 58.448 km². La capital era Patancheru, un poble del districte de Medak. La formaven cinc districtes:
- Districte de Bidar
- Districte d'Indur
- Districte de Mahbubnagar
- Districte de Medak
- Sirpur Tandur (després districte d'Adilabad)

El 1905 el districte de Bidar fou transferit a la divisió de Gulbarga, i el districte de Sirpur Tandu (rebatejat districte d'Adilabad) que va passar a la divisió de Warangal. Es va formar una nova divisió a la que fou agregat el districte de Nalgonda, procedent de la divisió de Warangal, i el d'Indur va ser rebatejat districte de Nizamabad. Vegeu Divisió de Medak Gulshanabad.